# Thioniamorpha marmorata
Thioniamorpha marmorata är en insektsart som beskrevs av Metcalf 1938. Thioniamorpha marmorata ingår i släktet Thioniamorpha och familjen sköldstritar. Inga underarter finns listade i Catalogue of Life.